# Diplectria
Diplectria é um género botânico pertencente à família Melastomataceae.